# Ocotea colophanthera
Ocotea colophanthera är en lagerväxtart som beskrevs av L.C.S.Assis & Mello-silva. Ocotea colophanthera ingår i släktet Ocotea och familjen lagerväxter. Inga underarter finns listade i Catalogue of Life.